# کوپانینا (استان اوپوله)
کوپانینا (به لهستانی: Kopanina) یک منطقهٔ مسکونی در لهستان است که در گمینا اویازد (استان اوپوله) واقع شده‌است.